# Liste der Monuments historiques in Trémont-sur-Saulx
Die Liste der Monuments historiques in Trémont-sur-Saulx führt die Monuments historiques in der französischen Gemeinde Trémont-sur-Saulx auf.

## Liste der Immobilien
| Bezeichnung     | Beschreibung           | Standort               | Kennzeichnung | Schutzstatus | Datum | Bild           |
| --------------- | ---------------------- | ---------------------- | ------------- | ------------ | ----- | -------------- |
| Kirche St-Menge | ab dem 12. Jahrhundert | Rue de l’Église (Lage) | PA00106641    | Classé       | 1984  | weitere Bilder |

## Liste der Objekte
| Bezeichnung                  | Beschreibung                                         | Standort                      | Kennzeichnung | Schutzstatus | Datum | Bild |
| ---------------------------- | ---------------------------------------------------- | ----------------------------- | ------------- | ------------ | ----- | ---- |
| Skulptur Heiliger Rochus     | Stein, modern farbig gefasst, 16. Jahrhundert        | in der Kirche St-Menge (Lage) | PM55000621    | Classé       | 1961  |      |
| Skulptur Heiliger Nikolaus   | in Skulpturennische; Stein und Holz, bezeichnet 1531 | in der Kirche St-Menge (Lage) | PM55000620    | Classé       | 1961  |      |
| Kanzel                       | Stein, bemalt, Schmiedeeisen, 17. Jahrhundert        | in der Kirche St-Menge (Lage) | PM55000624    | Classé       | 1984  |      |
| Skulptur Johannes der Täufer | Stein, 17. Jahrhundert                               | in der Kirche St-Menge (Lage) | PM55000622    | Classé       | 1961  |      |
| Kruzifix                     | Holz, 17. Jahrhundert                                | in der Kirche St-Menge (Lage) | PM55000623    | Classé       | 1961  |      |
| Skulptur Madonna mit Kind    | mit Sockel; Kalkstein, bezeichnet 1626               | in der Kirche St-Menge (Lage) | PM55002420    | Inscrit      | 1992  |      |
| Baldachin des Hauptaltars    | Stein, Holz, 18. Jahrhundert                         | in der Kirche St-Menge (Lage) | PM55000618    | Classé       | 1961  |      |